# Phyllachora aravalliensis
Phyllachora aravalliensis är en svampart som beskrevs av Dakshini, Tandon & Mukerji 1970. Phyllachora aravalliensis ingår i släktet Phyllachora och familjen Phyllachoraceae.   Inga underarter finns listade i Catalogue of Life.